# Sinjaja
La Sinjaja (anche traslitterata come Sinyaya; in russo, azzurra, blu) è un fiume della Siberia orientale, affluente di sinistra della Lena. Scorre nei distretti Verchneviljujskij, Gornyj e Changalasskij della Sacha-Jacuzia.
Il suo bacino idrografico si estende interamente nella parte settentrionale dell'Altopiano della Lena ed è molto ricco di laghi (complessivamente, circa 3 300); scorre con direzione mediamente sudorientale confluendo nel medio corso della Lena, a 1 716 km dalla foce, alcune centinaia di chilometri a monte di Jakutsk. I principali affluenti che riceve sono Čyra (181 km) e Matta (195 km) da sinistra, Čyna (240 km) e Changdaryma (175 km) da destra.
È gelato, mediamente, da ottobre a maggio; nel suo corso, non incontra centri urbani di qualche rilievo.